# Manjagao
Manjagao (Barangay Manyagao) es un barrio de la ciudad de Surigao que corresponde a las islas de Bilabid y de Quiatongán  ambas adyacentes a la costa noroeste de la también isla de Mindanao. Forma parte de  la provincia de Surigao del Norte  en la Región Administrativa de Caraga, también denominada Región XIII. Para las elecciones está encuadrado en el Segundo Distrito Electoral.

## Geografía
La isla de Quiatongán tiene una extensión superficial de 0,4702 km² y se encuentra situada 18 km al nordeste de la ciudad de Surigao, limítrofe con el municipio de Taganaán, al este se encuentran las islas de Hinatuán y Talavera, al sur la de Masapelid y al oeste Maanoc y Condona.
La isla de Bilabid tiene una extensión superficial de 3,4900 km² y se sitúa al este de Quiatongán, 15,5 km al nordeste de la ciudad de Surigao.

### Población
El año 2000 contaba este barrio con 725 habitantes que ocupaban  121 hogares. En 2007 son 753 personas, 712 en 2010.

## Historia
A finales del siglo XIX  formaba parte del  Tercer Distrito o provincia de Surigao: Con sede en la ciudad de Surigao comprendía  el NE. y Este de la isla de Mindanao y, además, las de Bucas, Dinágat, Ginatúan, Gipdó, Siargao, Sibunga y varios islotes entre los que se encontraba Manjagao.

## Lugares de interés
Manjagao Mangrove Forest, manglar con una extensión superficial de 304 167 ha.
Cuna de la vida marina y  santuario de varias especies de peces. Un paseo en barco por el canal de agua donde abunda el color jade y el coral, rodeado de especies vegetales de bajo crecimiento en el contexto de una isla tropical.